# الراقصة والسياسي (فلم)
الراقصه والسياسى فيلم درامي مصري انتج سنة 1990 من بطولة نبيلة عبيد وصلاح قابيل، يناقش الفيلم الصراع بين القوة والسلطة، والذي ترمز إليه علاقة الحب بين السياسي والراقصة، ويكشف عن فساد النظام حيث يصعب تحديد أيهما أكثر نزاهة، السياسي أم الراقصة.

## قصة الفيلم
الراقصة والسياسي هو قصة الكاتب إحسان عبد القدوس والقصة تتناول بعض أنواع الظلم والتعسف في استعمال السلطة وضياع الأخلاق. ومن غير شرعية للعلاقة بين السياسة وراقصة معروفة والكشف عن أسرار وخبايا كبار المسؤولين في الدولة. بطولة الفنانة نبيلة عبيد، صلاح قابيل، ومصطفى متولي.

## تنبؤ الفيلم لسقوط أمن الدولة في مصر
إن السينما المصرية كانت قد تنبأت بانهيار دولة الفساد والانحراف ووضعت أصابعها على الجراح بل أشارت أيضا حتى للاغتيالات الإستخبارية الغامضة عن طريق الرمي من الشرفات! كما حصل في لندن مثلا مع قائد الحرس الجمهوري المصري السابق الليثي ناصف ومع الفنانة سعاد حسني وفي نفس المجمع السكني غرب لندن وكذلك مع الدكتور أشرف مروان في بيلوغرافيا اللندنية الراقية!! وجميع تلك العمليات يقف خلفها دون شك جهاز أمني وإستخباري محترف للغاية لربما يستعين بخدمات مافيات القتل والتصفية الجسدية بأسرع الطرق وأكثرها سرية وانعداما للأدلة والقرائن !، ولعل التركيز على ملف الفنانة الراحلة سعاد حسني وربط مصرعها المأساوي بملف وتاريخ رئيس مجلس الشورى المصري وأحد كبار رجال ومعاوني الرئيس السابق حسني مبارك وهو السيد صفوت الشريف كانت السينما المصرية قد أشارت للملف مبكرا ولو بشكل غير متطابق بالكامل وذلك في فيلم الراقصه والسياسى الذي قدمت فيه الفنانة نبيلة عبيد دور راقصة استعانت بخدماتها إحدى أجهزة الدولة السرية عن طريق الضابط المخابراتي المكلف بشؤون الفرفشة والأنس والليالي الحمراء الذي تحول لسياسي مهم في البلد وقد أدى الدور صلاح قابيل.

## طاقم العمل
- نبيلة عبيد في دور سونيا سليم (الراقصة)
- صلاح قابيل في دور عبدالحميد رأفت (السياسي)، وفي دور خالد مدكور (اسم شخص متخفي)
- مصطفى متولي في دور برهام  (مدير مكتب عبدالحميد رأفت)
- فاروق فلوكس في دور شفيق ترتر (مدير أعمال الراقصة سونيا)
- رشدي المهدي في دور عبدالبر (مسؤول وزراة الشئون الاجتماعية)
- محمد التاجي في دور  فتحي حبيب (صحفي كاتب سيرة)
- سعيد الصالح في دور عطوه الاشقر زوج سونيا السابق
- فاطمة فؤاد في دور (مذيعة)
- مصطفى هاشم في دور عطيه (محامي سونيا)
- عزة المشد في دور (مسؤول كبير بالحزب)
- أحمد عقل في دور طفل
- يوسف فوزي في دور (ضيف في مشهد الفرح)
- عاطف بركات في دور (ضيف في مشهد الفرح)
- نورا شارل
- سهير توفيق
- نجوى ربيع
- إيناس شلبى في دور (مذيعة تلفزيون)
- ميرفت الشناوى
- حمدى سالم في دور المعلم في مشهد الرقص البلدي
- صالح العويل

## روابط خارجية
- الراقصة والسياسي على موقع IMDb (الإنجليزية)
- الراقصة والسياسي على موقع الدهليز
- الراقصة والسياسي على موقع قاعدة بيانات الأفلام العربية
- الراقصة والسياسي على موقع قاعدة بيانات الفيلم (الإنجليزية)
- الراقصة والسياسي على موقع ليتربوكسد (الإنجليزية)